# Wolfgang Tillmans
Wolfgang Tillmans (født 16. august 1968 i Remscheid) er en tysk fotograf og kunstner, han arbejder og bor i London og Berlin. 
I 2000 modtog han Turnerprisen, han er den første fotograf og ikke-englænder som modtager denne pris.